# Doubí (Karlovy Vary)
Doubí (německy Aich) je část města Karlovy Vary, která se nachází 6 kilometrů jihozápadním směrem od jeho centra.

## Historie

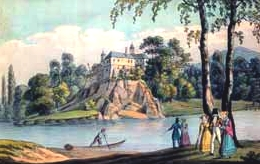
Doubský zámek na historické vedutě

Dominantou městské části Karlových Varů je zámek Doubí. Pseudorenesanční zámek s bývalou neogotickou kaplí, stojící v místech původního hradu, byl po mnoha peripetiích majitelů, správců a uživatelů zachráněn a rekonstruován soukromou firmou. Veřejnosti byl celý areál otevřen v červnu 2002 jako stylový zámecký restaurant, vinárna, celoroční prodejní výstava, pro firmu pak jako sídlo vrcholného managementu.
Zámek je současně jediná dochovaná památka bohatého doubského života v 19. století. V obci již zanikly jiné doklady té doby jako cihelna, mlýn, pila, ovčín, továrna na kameninu (1806–1830), porcelánka (1850–1945), pivovar (1654–1945), povrchový uhelný důl Antonín (1820–1858), pozdější Vilém (od roku 1890),
vinopalna.
Přelom 20. a 21. století je pro Doubí obdobím rozvoje. Tato část města Karlových Varů dostává výrazný charakter s převažující funkcí bydlení a zázemí cestovního ruchu, doprovázeného s menší občanskou vybaveností, na druhé straně však s bohatou strukturou výrobních služeb. Proti stavu roku 1980 to dokazuje dvanáct nových ulic a uliček (Horní
alej, Šípková, Keřová, Myslivecká, Skalní, Souběžná, Svatošská, Šeříková, U ovčárny). V obci pokračuje výstavba nových rodinných domů. Několik panelových domů, které jsou v současné době po rekonstrukcích, již zapadá do současného obrazu Doubí.
V obci byla vybudována první ze tří českých SOS dětských vesniček (další jsou v Chvalčově pod Hostýnem a v Brně-Medlánkách).
V Doubí je budova ředitelství Vodáren a kanalizací s několika provozy.

## Přírodní poměry
Místní část se nachází většinově v území CHKO Slavkovský les. Vede tudy trasa páteřní cyklostezky číslo 6 propojující Karlovy Vary a Loket, trasa je vedena po březích řeky Ohře malebným údolím Svatošských skal.

## Obyvatelstvo
Při sčítání lidu v roce 1921 ve vsi žilo 1 938 obyvatel (z toho 900 mužů), z nichž bylo dvacet Čechoslováků, 1 888 Němců a třicet cizinců. Výrazně převažovala římskokatolická většina (1 883 obyvatel, ale 33 lidí bylo evangelíky, pět židy, šest patřilo k nezjišťovaným církvím a jedenáct lidí bylo bez vyznání. Podle sčítání lidu z roku 1930 měla vesnice 2 459 obyvatel: 79 Čechoslováků, 2 358 Němců, jednoho příslušníka jiné národnosti a 21 cizinců. Stále převažovali římští katolíci (2 202 osob) a počet lidí bez vyznání vzrostl na 190. Evangelíků bylo 64, jeden člověk patřil k církve československé a dva k církvi izraelské.
| Rok            | 1869 | 1880  | 1890  | 1900  | 1910  | 1921  | 1930  | 1950  | 1961  | 1970  | 1980  | 1991  | 2001  | 2011  | 2021  |
| -------------- | ---- | ----- | ----- | ----- | ----- | ----- | ----- | ----- | ----- | ----- | ----- | ----- | ----- | ----- | ----- |
| Počet obyvatel | 916  | 1 223 | 1 440 | 1 911 | 2 056 | 1 938 | 2 459 | 1 172 | 1 431 | 1 325 | 2 351 | 2 049 | 2 046 | 2 186 | 2 049 |
| Počet domů     | 92   | 113   | 119   | 129   | 152   | 155   | 215   | 232   | 305   | 205   | 250   | 265   | 328   | 395   | 395   |

## Obecní správa
V letech 1850–1930 byla samostatnou obcí, od roku 1939 pod správou Karlových Varů. V letech 1950–1974 opět samostatná obec, od roku 1974 zpět pod správou Karlových Varů.

## Doprava
Doubí má spojení s Karlovými Vary hromadnou dopravou č. 6 a železnicí Karlovy Vary – Mariánské Lázně (1898).